# Stanislav Detkov
Stanislav Valerjevitsj Detkov (Russisch: Станислав Валерьевич Детков) (Tasjtagol, 16 september 1980) is een Russische snowboarder. Hij vertegenwoordigde zijn vaderland op de Olympische Winterspelen 2010 in Vancouver en op de Olympische Winterspelen 2014 in Sotsji.

## Carrière
Bij zijn wereldbekerdebuut, in januari 2005 in Sint-Petersburg, scoorde Detkov direct wereldbekerpunten. Op de FIS wereldkampioenschappen snowboarden 2007 in Arosa eindigde hij als vijftiende op de parallelslalom en werd hij gediskwalificeerd op de parallelreuzenslalom. Tijdens de Olympische Winterspelen van 2010 in Vancouver eindigde de Rus verrassend op de vierde plaats, tijdens wereldbekerwedstrijden was hij niet beter geëindigd dan de elfde plaats.
In oktober 2010 eindigde Detkov in Landgraaf voor de eerste maal in zijn carrière in de top tien van een wereldbekerwedstrijd. In La Molina nam hij deel aan de FIS wereldkampioenschappen snowboarden 2011. Op dit toernooi eindigde hij als zevende op de parallelreuzenslalom en als negende op de parallelslalom. Op de FIS wereldkampioenschappen snowboarden 2013 in Stoneham eindigde hij als achttiende op de parallelreuzenslalom en als 25e op de parallelslalom. Op 23 februari 2013 boekte Detkov in Moskou zijn eerste wereldbekerzege. Tijdens de Olympische Winterspelen van 2014 in Sotsji eindigde de Rus als 28e op de parallelslalom en als 29e op de parallelreuzenslalom.

## Resultaten

### Olympische Winterspelen
| Jaar | Plaats    | Resultaten                                  |
| ---- | --------- | ------------------------------------------- |
| 2010 | Vancouver | 4e Parallelreuzenslalom                     |
| 2014 | Sotsji    | 28e Parallelslalom 29e Parallelreuzenslalom |

### Wereldkampioenschappen
| Jaar | Plaats    | Resultaten                                  |
| ---- | --------- | ------------------------------------------- |
| 2007 | Arosa     | 15e Parallelslalom DQ Parallelreuzenslalom  |
| 2011 | La Molina | 9e Parallelslalom 7e Parallelreuzenslalom   |
| 2013 | Stoneham  | 25e Parallelslalom 18e Parallelreuzenslalom |

### Wereldbeker
Eindklasseringen
| Seizoen   | Algm | PAR | PSL | PGS |
| --------- | ---- | --- | --- | --- |
| 2004/2005 | –    | 80e | –   | –   |
| 2005/2006 | 287e | 72e | –   | –   |
| 2007/2008 | 137e | 33e | –   | –   |
| 2009/2010 | 91e  | 28e | –   | –   |
| 2010/2011 | 24e  | 12e | –   | –   |
| 2011/2012 | –    | 20e | –   | –   |
| 2012/2013 | –    | 17e | 5e  | 26e |
| 2013/2014 | –    | 20e | 13e | 26e |

Wereldbekerzeges
| Datum            | Plaats | Onderdeel      |
| ---------------- | ------ | -------------- |
| 23 februari 2013 | Moskou | Parallelslalom |